# Chyromya miladae
Chyromya miladae är en tvåvingeart som beskrevs av Andersson 1976. Chyromya miladae ingår i släktet Chyromya och familjen gulflugor.
Artens utbredningsområde är Tjeckien. Inga underarter finns listade i Catalogue of Life.